# Bob Hayes
Robert Lee Hayes, detto Bob (Jacksonville, 20 dicembre 1942 – Jacksonville, 18 settembre 2002), è stato un velocista e giocatore di football americano statunitense, vincitore di due medaglie d'oro ai Giochi olimpici di Tokyo 1964.
Dal 1964 al 1968 è stato il co-detentore del record mondiale dei 100 metri piani con il tempo manuale di 10"0 (10"06 elettronico), poi battuto dal connazionale Jim Hines. Soprannominato Bullet Bob, è l'unico sportivo della storia ad aver vinto un titolo olimpico e un Super Bowl.

## Biografia
Bob Hayes frequenta in gioventù la Matthew Gilbert High School di Jacksonville, in Florida, giocando nella squadra di football americano. Nel frattempo si dedica anche all'atletica leggera con ottimi risultati: stabilisce il record mondiale delle 60 iarde con 5"9, abbattendo per primo la soglia dei 6 secondi.
Nel 1962 stabilisce il primato mondiale anche nelle 100 iarde con 9"2, successivamente migliorato fino a 9"1, record che manterrà per undici anni. Nello stesso anno Hayes stabilisce la migliore prestazione mondiale dell'anno sui 200 metri piani ed eguaglia il record mondiale sulle 220 iarde.
Ai Giochi olimpici di Tokyo 1964 conquista due medaglie d'oro, vincendo i 100 metri piani e la staffetta 4×100 metri e stabilendo in entrambe le gare il record mondiale, rispettivamente con 10"0 (eguagliato) e 39"0.
Dopo la vittoriosa esperienza olimpica, Hayes abbandona l'atletica per dedicarsi al football americano: gioca per 10 stagioni come wide receiver con i Dallas Cowboys, con i quali conquista il Super Bowl nel 1972, e conclude la carriera nel 1975 con i San Francisco 49ers.
Muore il 18 settembre 2002, all'età di 59 anni, per cancro e disturbi al fegato.
Nel 1976 è stato introdotto nella National Track & Field Hall of Fame e nel 2009 nella Pro Football Hall of Fame.

## Atletica leggera

### Palmarès
| Anno | Manifestazione  | Sede  | Evento      | Risultato | Prestazione | Note            |
| ---- | --------------- | ----- | ----------- | --------- | ----------- | --------------- |
| 1964 | Giochi olimpici | Tokyo | 100 m piani | Oro       | 10"0        | Record mondiale |
| 1964 | Giochi olimpici | Tokyo | 4×100 m     | Oro       | 39"0        | Record mondiale |

## Football americano

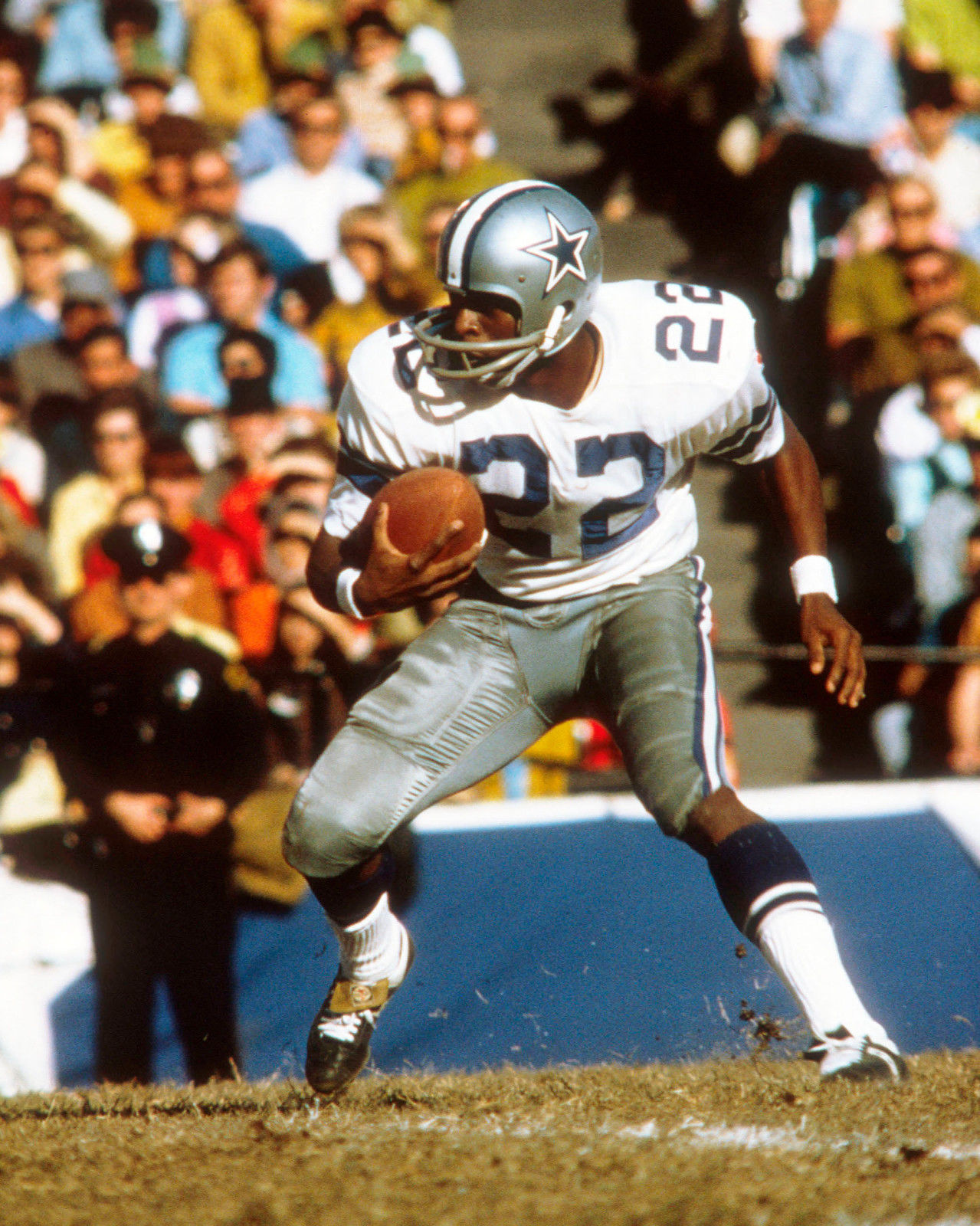
Bob Hayes con i Dallas Cowboys

### Palmarès
- Vittoria del Super Bowl VI
- (3) Pro Bowl (1965, 1966, 1967)
- (2) First-team All-Pro (1966, 1968)
- (2) Second-team All-Pro (1965, 1967)
- (2) Leader della NFL in touchdown su ricezione (1965, 1966)
- Pro Football Hall of Fame (classe del 2009)
- Dallas Cowboys Ring of Honor

### Statistiche
| Yard su ricezione      | 7 414 |
| Touchdown su ricezione | 71    |